# Sidi Aoun
Sidi Aoun (în arabă سيدي عون) este o comună din provincia El Oued, Algeria.
Populația comunei este de 12.235 de locuitori (2008).